# Grandham
Grandham település Franciaországban, Ardennes megyében. Lakosainak száma 36 fő (2022. január 1.). Grandham Autry, Lançon, Montcheutin és Senuc községekkel határos.

## Népesség
A település népességének változása:
| Lakosok száma | 72   | 48   | 39   | 54   | 51   | 43   | 39   | 38   | 37   | 36   |
|               | 1968 | 1982 | 1990 | 2006 | 2013 | 2015 | 2017 | 2019 | 2020 | 2022 |